# Turismo por país
- Turismo na Abecásia
- Turismo no Afeganistão
- Turismo na África do Sul
- Turismo na Albânia
- Turismo na Alemanha
- Turismo em Andorra
- Turismo em Angola
- Turismo na Antígua e Barbuda
- Turismo na Arábia Saudita
- Turismo na Argélia
- Turismo na Argentina
- Turismo na Arménia
- Turismo na Austrália
- Turismo na Áustria
- Turismo no Azerbaijão
- Turismo nas Baamas
- Turismo no Bahrein
- Turismo no Bangladesh
- Turismo em Barbados
- Turismo na Bielorrússia
- Turismo na Bélgica
- Turismo no Belize
- Turismo no Benim
- Turismo na Bolívia
- Turismo na Bósnia e Herzegovina
- Turismo no Botswana
- Turismo no Brasil
- Turismo no Brunei
- Turismo na Bulgária
- Turismo no Burkina Faso
- Turismo no Burundi
- Turismo no Butão
- Turismo em Cabo Verde
- Turismo nos Camarões
- Turismo no Camboja
- Turismo no Canadá
- Turismo no Qatar
- Turismo no Cazaquistão
- Turismo na República Centro-Africana
- Turismo no Chade
- Turismo na Chéquia
- Turismo no Chile
- Turismo na China
- Turismo em Chipre
- Turismo no Chipre do Norte
- Turismo na Colômbia
- Turismo na República Democrática do Congo
- Turismo no Congo
- Turismo na Coreia do Norte
- Turismo na Coreia do Sul
- Turismo na Costa do Marfim
- Turismo no Kuwait
- Turismo na Croácia
- Turismo em Cuba
- Turismo na Dinamarca
- Turismo na Dominica
- Turismo na República Dominicana
- Turismo nos Emirados Árabes Unidos
- Turismo no Equador
- Turismo na Eritreia
- Turismo na Eslováquia
- Turismo na Eslovénia
- Turismo em Espanha
- Turismo nos Estados Unidos
- Turismo na Estónia
- Turismo na Etiópia
- Turismo nas Ilhas Fiji
- Turismo nas Filipinas
- Turismo na Finlândia
- Turismo em Taiwan (Formosa)
- Turismo na França
- Turismo no Gabão
- Turismo na Gâmbia
- Turismo no Gana
- Turismo na Geórgia
- Turismo em Granada
- Turismo na Grécia
- Turismo na Guatemala
- Turismo na Guiana
- Turismo na Guiné
- Turismo na Guiné-Bissau
- Turismo na Guiné Equatorial
- Turismo no Haiti
- Turismo nas Honduras
- Turismo na Hungria
- Turismo no Iémen
- Turismo na Índia
- Turismo na Indonésia
- Turismo no Irão
- Turismo no Iraque
- Turismo na Irlanda
- Turismo na Islândia
- Turismo em Israel
- Turismo na Itália
- Turismo na Jamaica
- Turismo no Japão
- Turismo no Djibouti
- Turismo na Jordânia
- Turismo no Laos
- Turismo no Lesoto
- Turismo na Letónia
- Turismo no Líbano
- Turismo na Libéria
- Turismo na Líbia
- Turismo no Liechtenstein
- Turismo na Lituânia
- Turismo no Luxemburgo
- Turismo na República da Macedónia
- Turismo em Madagáscar
- Turismo na Malásia
- Turismo no Malaui
- Turismo nas Maldivas
- Turismo no Mali
- Turismo em Malta
- Turismo nas Ilhas Marshall
- Turismo em Marrocos
- Turismo na ilha Maurício
- Turismo na Mauritânia
- Turismo no México
- Turismo em Myanmar
- Turismo na Micronésia
- Turismo em Moçambique
- Turismo na Moldávia
- Turismo no Mónaco
- Turismo na Mongólia
- Turismo em Montenegro
- Turismo no Nagorno-Karabakh
- Turismo na Namíbia
- Turismo em Nauru
- Turismo no Nepal
- Turismo na Nicarágua
- Turismo no Níger
- Turismo na Nigéria
- Turismo na Noruega
- Turismo na Nova Zelândia
- Turismo em Omã
- Turismo na Ossétia do Sul
- Turismo nos Países Baixos
- Turismo em Palau
- Turismo na Palestina
- Turismo no Panamá
- Turismo na Papua Nova Guiné
- Turismo no Paquistão
- Turismo no Paraguai
- Turismo no Peru
- Turismo na Polónia
- Turismo em Portugal
- Turismo no Quénia
- Turismo no Quirguistão
- Turismo em Kiribati
- Turismo no Reino Unido
- Turismo na Roménia
- Turismo no Ruanda
- Turismo na Rússia
- Turismo nas Ilhas Salomão
- Turismo em El Salvador
- Turismo na Samoa
- Turismo em Santa Lúcia
- Turismo em Saint Kitts e Nevis
- Turismo em San Marino
- Turismo em São Tomé e Príncipe
- Turismo em São Vicente e Granadinas
- Turismo no Saara Ocidental
- Turismo nas Seychelles
- Turismo no Senegal
- Turismo na Serra Leoa
- Turismo na Sérvia
- Turismo em Singapura
- Turismo na Síria
- Turismo na Somália
- Turismo na Somalilândia
- Turismo na Suazilândia
- Turismo no Sudão
- Turismo na Suécia
- Turismo na Suíça
- Turismo no Suriname
- Turismo na Tailândia
- Turismo no Tadjiquistão
- Turismo na Tanzânia
- Turismo em Timor-Leste
- Turismo no Togo
- Turismo no Tonga
- Turismo na Transnístria
- Turismo em Trinidad e Tobago
- Turismo na Tunísia
- Turismo no Turquemenistão
- Turismo na Turquia
- Turismo em Tuvalu
- Turismo na Ucrânia
- Turismo no Uganda
- Turismo no Uruguai
- Turismo no Usbequistão
- Turismo em Vanuatu
- Turismo no Vaticano
- Turismo na Venezuela
- Turismo no Vietname
- Turismo na Zâmbia
- Turismo no Zimbabué